# Pseudoparalegoceras
Pseudoparalegoceras – rodzaj głowonogów z wymarłej podgromady amonitów, z rzędu Goniatitida.
Żył w okresie karbonu (baszkir - moskow).